# Mikaal Tomas
Mikaal Tomas è un personaggio dei fumetti creato da Gerry Conway e Mike Vosburg con il contributo grafico di Joe Kubert che realizza anche la copertina dell'albo 1st Issue Special n. 12 (prima apparizione del personaggio), pubblicato dalla casa editrice statunitense DC Comics. Si tratta di un supereroe alieno che arriva sulla Terra negli anni settanta. Il suo scopo iniziale è quello di proteggerla dal suo stesso popolo che vuole invaderla.

## Biografia del personaggio

### Arrivo sulla Terra
Il suo pianeta natale è dominato da un governo imperialista dedito alla conquista di altri mondi. Mikaal è un soldato nell'esercito tradlaviano (tradlavian army). La sua fidanzata (forse moglie) di nome Lysa è una pacifista e influenza Mikaal nella sua decisione di ribellarsi. Dopo che a causa delle sue idee Lysa viene uccisa, questi ruba un'arma chiamata Cristallo Sonico (Sonic Crystal) e si rifugia sulla Terra. Pare che il nostro pianeta sia il prossimo obiettivo di invasione da parte della sua razza. Le circostanze non sono comunque chiare in quanto Mikaal ha sofferto di un lungo periodo di amnesia e quanto avvenuto tra gli anni settanta e ottanta rimane confuso. La prima città in cui dimora è New York e subito dopo si trasferisce direttamente ad Opal City. Grazie alle sue azioni di eroismo viene denominato il nuovo Starman III. Di fatto lui non si identifica mai con quel nome. I suoi poteri gli sono dati dal Cristallo Sonico, che all'inizio è appeso al collo da una collana e poi si fonde e incorpora nel suo torace. In questi anni comincia a far uso di sostanze stupefacenti e a frequentare discoteche. Non pare interessato a diventare un supereroe o a combattere il governo del proprio pianeta. Una sera dell'anno 1976, mentre si trova in discoteca viene avvicinato da un alieno della sua stessa razza dal nome Komak. Questi gli comunica che sono gli ultimi rimasti del loro popolo che è stato distrutto da un dispositivo creato dai loro stessi scienziati. Chi non è morto si è suicidato per il dolore e la vergogna. Komak si trova sulla Terra in quanto gli era stata data la missione di uccidere Mikaal Tomas. Prima di morire la vuole portare a termine. Il duello avviene con uno speciale dispositivo che permette ai due alieni di combattere una battaglia illusoria ma con effetti reali sul corpo fisico. Mikaal vince e da questo momento non si sa più nulla di lui per 12 anni.

### Gli Anni Perduti
Nel 1988 viene trovato da un circo e, dato il suo strano aspetto, viene esposto in un Freakshow come fenomeno da baraccone. Non si sa nulla di cosa gli sia capitato negli ultimi 12 anni, ma adesso si trova in uno stato confusionale e di amnesia. Non è più in grado di usare il Cristallo Sonico (ora incorporato nel suo torace) e non parla più la lingua inglese. Il proprietario del circo si chiama Bliss ed è una creatura soprannaturale che si nutre delle emozioni degli esseri viventi. Per molti anni sfrutta Mikaal per fare spettacolo e anche per cibarsi delle sue sensazioni e paure. La stessa sorte accade a molti altri membri del circo. Un giorno il circo arriva nella contea di Turk vicino ad Opal City, poco dopo che Jack Knight ha assunto il ruolo di Starman.

### Incontro con Jack Knight (Starman VII)
La passione e il lavoro di Jack sono la raccolta e la vendita di vecchi o bizzarri articoli che possano avere valore collezionistico. La sua ricerca lo porta al circo di Bliss dove spera di reperire poster circensi, costumi e maschere in disuso. Jack si reca a vedere la zona dedicata al Freakshow e qui vede lo strano alieno dal colore celeste incatenato ad un muro. Si tratta di Mikaal, che gli parla in una lingua sconosciuta. Incuriosito Jack non può fare a meno di toccarlo ed è subito investito da una moltitudine di immagini. In una di queste vede che in passato questo strano essere era stato un supereroe ad Opal City. Starman VII sfida Bliss e riesce a sconfiggerlo. Libera così tutti coloro che tiene in prigionia. Tra le pagine del diario che gli ha dato Shade (conosciuto anche come L'Ombra), Jack scopre che negli anni settanta Mikaal era chiamato Starman, sapeva parlare bene l'inglese ed era dotato di superpoteri. Per questo lo affida al padre Ted Knight affinché lo aiuti a ritrovare la memoria.

### Viaggio nello Spazio
Dopo qualche mese passato con Ted, Mikaal riacquista la capacità di parlare inglese e in parte torna ad avere la capacità di controllare i poteri del Cristallo Sonico. Durante questo periodo intraprende una relazione omosessuale con un terrestre di colore dal nome Tony. Quando Jack Knight decide di partire per lo spazio alla ricerca di Will Payton (Starman III), si unisce a lui nel viaggio con la speranza di scoprire qualcosa sul suo passato e riacquisire la memoria. Durante l'atterraggio su un pianeta dal colore blu, Mikaal perde conoscenza ed incontra in sogno lo spirito di David Knight (Starman VI). Questi gli rammenta che lui è stato e dovrà essere un supereroe perché un giorno tornerà ad essere Starman al posto di Jack. Per questo deve ritrovare il suo spirito combattivo e il pieno controllo sui suoi poteri. Quando l'astronave su cui viaggiano passa vicino al pianeta Rann, Mikaal avverte, grazie al Cristallo Sonico, che sul pianeta si trova Turran Kha, un guerriero che era già stato mandato sulla Terra per affrontare Mikaal. Tra l'altro si tratta forse dello stesso individuo che uccise Lysa per ordine del governo di Talok III. Jack decide di atterrare sul pianeta ed avvisare Adam Strange del possibile pericolo. Difatti Turran Kha guida un gruppo di terroristi che vuole impedire la firma di un trattato di pace tra Rann e vari altri pianeti. Per arrivare al suo scopo rapisce la figlia di Adam Strange. Mikaal riesce a trovare il nascondiglio dei terroristi e affronta personalmente Turran Kha. Durante la battaglia dimostra una determinazione che Jack non aveva mai visto in lui. Grazie ad un colpo sonico Mikaal riesce quasi ad uccidere il suo nemico ma Turran Kha riesce a scappare. La ricerca di Will Payton si conclude sul pianeta Throne World dove però si scopre che dietro le sue sembianze si cela lo spirito del Principe Gavyn (Starman IV) legittimo erede al trono del Crown Imperial. Will come persona è morto da tempo e ormai sopravvive come un insieme di ricordi lontani nella mente di Starman IV. Throne World è tenuta in pugno dall'usurpatore Jediah Rikane, che cerca di opporsi alla rivolta capitanata dagli Starmen. Mikaal è determinante nell'esito della battaglia e scopre che, grazie al Cristallo Sonico, il suo stesso corpo è un conduttore di energia stellare. Dopo aver reinsediato al potere il Principe Gavyn, è tempo di tornare sulla Terra.

### Ritorno di Starman III
Dopo essere tornato ad Opal City, Mikaal è confuso in quanto il suo viaggio nello spazio ha risvegliato l'istinto guerriero tipico della sua razza. Non è più sicuro di accontentarsi di una vita tranquilla a fianco del suo compagno Tony. Di questo ne parla a Jack Knight (Starman VII) prima che questi lasci la città e il suo ruolo come Starman. Jack lo rassicura e gli suggerisce di prendere tempo e gli fa intendere che ci sono altri supereroi pronti a proteggere Opal e diventare il nuovo Starman.
Negli anni seguenti Mikaal rimane ad Opal e convive con il suo compagno Tony. Durante una visita di Tony ai suoi genitori a New York, viene ucciso accidentalmente da supercriminali che avevano rapinato i laboratori di tecnologie avanzate S.T.A.R.. Mikaal giura di vendicarsi e si mette alla ricerca dei mandanti di quell'operazione. Comincia ad indagare e grazie all'aiuto di Benetti e Shade, scopre che gli indizi portano sull'isola Blackhawk. Tale luogo è stato la base della pattuglia d'aviazione militare chiamata The Blackhawks durante la seconda guerra mondiale. Qui vi trova Congo Bill che sta seguendo la stessa indagine e anche lui cerca vendetta. L'isola è stata usata come punto d'appoggio per l'operazione e interrogando uno scagnozzo che vi è rimasto, scoprono che i supercriminali si sono spostati a Parigi.